# Polyerata amabilis
O beija-flor-de-peito-turquesa ou colibri-de-peito-azul (nome científico: Polyerata amabilis) é uma espécie de ave da família Trochilidae. A espécie é encontrada na Colômbia, Costa Rica, Equador, Nicarágua e Panamá. Seus habitats naturais são: floresta subtropical ou tropical de planície úmida.